# Nora domsagas valkrets
Nora domsagas valkrets var i riksdagsvalen till andra kammaren 1866–1908 en egen valkrets med ett mandat. Valkretsen, som omfattade Nora och Hjulsjö bergslag (men däremot inte Nora stad), Grythytte och Hällefors bergslag och Karlskoga bergslags härad, avskaffades vid införandet av proportionellt valsystem inför valet 1911. Större delen av området uppgick då i Örebro läns norra valkrets, medan Karlskoga bergslags härad fördes till Örebro läns södra valkrets.

## Riksdagsmän
- Anders Ericsson, lmp (1867–1869)
- Johan Johansson, lmp 1884–1887 (1870–17/6 1887)
- Gustaf N. E. Bratt (17/6–9/7 1887)
- Johan Johansson, gamla lmp 1888–1894, lmp 1895 samt 1897–1902 (1888–1902)
- Gustaf Forsberg, lib s (1903–1911)

## Valresultat

### 1896
| Andrakammarvalet i Sverige 1896: Nora domsagas valkrets | Andrakammarvalet i Sverige 1896: Nora domsagas valkrets | Andrakammarvalet i Sverige 1896: Nora domsagas valkrets | Andrakammarvalet i Sverige 1896: Nora domsagas valkrets | Andrakammarvalet i Sverige 1896: Nora domsagas valkrets |
| Kandidat                                                | Kandidat                                                | Röster                                                  | Röster                                                  | Röster                                                  |
| Kandidat                                                | Kandidat                                                | Antal                                                   | %                                                       | +− %                                                    |
| ------------------------------------------------------- | ------------------------------------------------------- | ------------------------------------------------------- | ------------------------------------------------------- | ------------------------------------------------------- |
|                                                         | Johan Johansson                                         | 508                                                     | 55,6                                                    |                                                         |
|                                                         | J. Kjellberg å Bofors                                   | 267                                                     | 29,3                                                    |                                                         |
|                                                         | Gustaf Forsberg (fp)                                    | 135                                                     | 14,8                                                    |                                                         |
|                                                         | Övriga partier                                          | 3                                                       | 0,3                                                     | —                                                       |
| Antal giltiga röster                                    | Antal giltiga röster                                    | 913                                                     |                                                         |                                                         |
| Kasserade röster                                        | Kasserade röster                                        | 0                                                       |                                                         |                                                         |
| Totalt                                                  | Totalt                                                  | 913                                                     |                                                         |                                                         |

- Valdeltagandet var 56,9%.

### 1899
| Andrakammarvalet i Sverige 1899: Nora domsagas valkrets | Andrakammarvalet i Sverige 1899: Nora domsagas valkrets | Andrakammarvalet i Sverige 1899: Nora domsagas valkrets | Andrakammarvalet i Sverige 1899: Nora domsagas valkrets | Andrakammarvalet i Sverige 1899: Nora domsagas valkrets |
| Kandidat                                                | Kandidat                                                | Röster                                                  | Röster                                                  | Röster                                                  |
| Kandidat                                                | Kandidat                                                | Antal                                                   | %                                                       | +− %                                                    |
| ------------------------------------------------------- | ------------------------------------------------------- | ------------------------------------------------------- | ------------------------------------------------------- | ------------------------------------------------------- |
|                                                         | Johan Johansson                                         | 551                                                     | 54,6                                                    | ▼1,0                                                    |
|                                                         | Gustaf Forsberg                                         | 458                                                     | 45,3                                                    | ▲30,5                                                   |
|                                                         | Övriga partier                                          | 1                                                       | 0,1                                                     | —                                                       |
| Antal giltiga röster                                    | Antal giltiga röster                                    | 1,010                                                   |                                                         |                                                         |
| Kasserade röster                                        | Kasserade röster                                        | 6                                                       |                                                         |                                                         |
| Totalt                                                  | Totalt                                                  | 1,016                                                   |                                                         |                                                         |

Valet ägde rum den 16 september 1899. Valdeltagandet var 49,5%.

### 1902
| Andrakammarvalet i Sverige 1902: Nora domsagas valkrets | Andrakammarvalet i Sverige 1902: Nora domsagas valkrets | Andrakammarvalet i Sverige 1902: Nora domsagas valkrets | Andrakammarvalet i Sverige 1902: Nora domsagas valkrets | Andrakammarvalet i Sverige 1902: Nora domsagas valkrets |
| Kandidat                                                | Kandidat                                                | Röster                                                  | Röster                                                  | Röster                                                  |
| Kandidat                                                | Kandidat                                                | Antal                                                   | %                                                       | +− %                                                    |
| ------------------------------------------------------- | ------------------------------------------------------- | ------------------------------------------------------- | ------------------------------------------------------- | ------------------------------------------------------- |
|                                                         | Gustaf Forsberg                                         | 737                                                     | 54,0                                                    | ▲8,7                                                    |
|                                                         | Johan Johansson                                         | 625                                                     | 45,8                                                    | ▼8,8                                                    |
|                                                         | Övriga partier                                          | 2                                                       | 0,2                                                     | —                                                       |
| Antal giltiga röster                                    | Antal giltiga röster                                    | 1,364                                                   |                                                         |                                                         |
| Kasserade röster                                        | Kasserade röster                                        | 2                                                       |                                                         |                                                         |
| Totalt                                                  | Totalt                                                  | 1,366                                                   |                                                         |                                                         |

Valet ägde rum den 7 september 1902. Valdeltagandet var 51,7%.

### 1905
| Andrakammarvalet i Sverige 1905: Nora domsagas valkrets | Andrakammarvalet i Sverige 1905: Nora domsagas valkrets | Andrakammarvalet i Sverige 1905: Nora domsagas valkrets | Andrakammarvalet i Sverige 1905: Nora domsagas valkrets | Andrakammarvalet i Sverige 1905: Nora domsagas valkrets |
| Kandidat                                                | Kandidat                                                | Röster                                                  | Röster                                                  | Röster                                                  |
| Kandidat                                                | Kandidat                                                | Antal                                                   | %                                                       | +− %                                                    |
| ------------------------------------------------------- | ------------------------------------------------------- | ------------------------------------------------------- | ------------------------------------------------------- | ------------------------------------------------------- |
|                                                         | Gustaf Forsberg                                         | 771                                                     | 82,5                                                    | ▲28,5                                                   |
|                                                         | L. Larsson i Bredsjö                                    | 69                                                      | 7,4                                                     |                                                         |
|                                                         | disponenten S. Svedberg                                 | 43                                                      | 4,6                                                     |                                                         |
|                                                         | Övriga partier                                          | 51                                                      | 5,5                                                     | —                                                       |
| Antal giltiga röster                                    | Antal giltiga röster                                    | 934                                                     |                                                         |                                                         |
| Kasserade röster                                        | Kasserade röster                                        | 7                                                       |                                                         |                                                         |
| Totalt                                                  | Totalt                                                  | 941                                                     |                                                         |                                                         |

Valet ägde rum den 10 september 1905. Valdeltagandet var 30,6%.

### 1908
| Andrakammarvalet i Sverige 1908: Nora domsagas valkrets | Andrakammarvalet i Sverige 1908: Nora domsagas valkrets | Andrakammarvalet i Sverige 1908: Nora domsagas valkrets | Andrakammarvalet i Sverige 1908: Nora domsagas valkrets | Andrakammarvalet i Sverige 1908: Nora domsagas valkrets |
| Kandidat                                                | Kandidat                                                | Röster                                                  | Röster                                                  | Röster                                                  |
| Kandidat                                                | Kandidat                                                | Antal                                                   | %                                                       | +− %                                                    |
| ------------------------------------------------------- | ------------------------------------------------------- | ------------------------------------------------------- | ------------------------------------------------------- | ------------------------------------------------------- |
|                                                         | Gustaf Forsberg                                         | 1,707                                                   | 63,4                                                    | ▼19,1                                                   |
|                                                         | Carl André (S)                                          | 985                                                     | 36,6                                                    |                                                         |
|                                                         | Övriga partier                                          | 2                                                       | 0,0                                                     | —                                                       |
| Antal giltiga röster                                    | Antal giltiga röster                                    | 2,694                                                   |                                                         |                                                         |
| Kasserade röster                                        | Kasserade röster                                        | 6                                                       |                                                         |                                                         |
| Totalt                                                  | Totalt                                                  | 2,700                                                   |                                                         |                                                         |

Valet ägde rum den 6 september 1908. Valdeltagandet var 77,7%.